# Cmentarz żydowski w Tomaszowie Mazowieckim
Cmentarz żydowski w Tomaszowie Mazowieckim – został założony w 1831 roku i zajmuje powierzchnię prawie 3 ha, na której zachowało się około dwóch tysięcy nagrobków, głównie w postaci macew, ale też tumby i złamanego drzewa – symbolu przerwanego życia. Brakuje natomiast okazałych grobowców. Większość pomników ma inskrypcje w języku hebrajskim, część jest polskojęzyczna. Cmentarz został założony na gruncie podarowanym miejscowym Żydom przez Antoniego Jana Ostrowskiego. Na cmentarzu znajdują się też ruiny ohelu kryjącego szczątki rabina i cadyka tomaszowskiego Jakuba Eliasza Wieliczkiera (1809–1888), syna Abrahama, oraz symboliczna mogiła ofiar Holocaustu. Podczas II wojny światowej cmentarz służył jako miejsce pochówku ofiar tomaszowskiego getta.

## Porządkowanie i ewidencjonowanie cmentarza
W 1994 Beniamin Yaari-Wald, ówczesny prezes Związku Żydów Tomaszowskich w Izraelu, postanowił przeprowadzić prace porządkowe na cmentarzu żydowskim w Tomaszowie Mazowieckim. Chodziło o oczyszczenie cmentarza z dziko rosnącej roślinności, ustawienie przewróconych nagrobków (macew), ich umycie i oczyszczenie, skatalogowanie (i sfotografowanie) nagrobków, odczytanie napisów i przeprowadzenie ewidencji osób pochowanych, których nagrobki zostały zachowane.
Prace porządkowe rozpoczęły się 16 sierpnia 1995 i zostały zakończone 8 września 1995 roku. W pracach tych udział wzięło siedmiu ochotników:
- Beniamin Yaari-Wald i Szlama Birensztok (obaj z miejscowości Holon, Izrael), członkowie Związku Żydów Tomaszowskich w Izraelu;
- Beate Kosmala (Niemka z Berlina), badaczka relacji polsko-niemiecko-żydowskich, autorka książki Juden und Deutsche im polnischen Haus. Tomaszów Mazowiecki 1914-1939 (Berlin 2001);
- Piotr Rybak, Michał Rzeźnik (podówczas student hebraistyki), Jerzy Wojniłowicz, Tadeusz Zarębski, mieszkańcy Tomaszowa Mazowieckiego.

12 września 1995 w Hotelu „Mazowiecki” podsumowano dokonania osiągnięte podczas prac porządkowych. Materiały o wartości historycznej (zawierające m.in. dzieje cmentarza, plan cmentarza, motywy i symbole nagrobkowe, wybrane epitafia, fotografie ciekawszych macew, listę osób pochowanych) wydał w następnym roku Beniamin Yaari-Wald (The Jewish Cemetery – Tomaszow-Mazowiecki / Żydowski cmentarz – Tomaszów Mazowiecki, Tel-Aviv 1996).

## Pomniki upamiętniające martyrologię narodu żydowskiego
- Pomnik upamiętniający śmierć 15 tysięcy Żydów tomaszowskich zamordowanych przez nazistów w Treblince w listopadzie 1942 roku, wystawiony w roku 1947 w piątą rocznicę likwidacji getta tomaszowskiego;
- pomnik ku czci 21 Żydów zamordowanych przez oprawców hitlerowskich w tzw. akcji purimowej w dniu 21 marca 1943 roku;
- pomnik i grób 13 osób pochodzenia żydowskiego zamordowanych w lesie Czółno koło Lubochni w styczniu 1943 roku.

## Sławni tomaszowianie pochowani na cmentarzu żydowskim
- Altszuler, siostry, uczestniczki powstania styczniowego;
- Szlama Załmen Blanket (1844–1924), powstaniec styczniowy;
- Bernard Bierzyński (1891–1942), handlowiec, działacz społeczny, właściciel sklepu galanteryjnego;
- Dawid Bornsztajn (1860–1933), fabrykant tomaszowski;
- Abram Jakubowicz (1883–1933), działacz Bundu, radny miasta Tomaszowa;
- Chaim Kantorowicz (1897–1971), działacz związkowy i polityczny, członek KPP, PPR i PZPR, żołnierz Wojska Polskiego, twórca spółdzielni stolarskiej w Tomaszowie Mazowieckim;
- Aleksander Landsberg (1859–1928), przemysłowiec, działacz społeczny;
- Judel vel Julian Sołowiejczyk (1858–1915), lekarz tomaszowski;
- Henryk Steinman-Kamiński (1900–1924), poeta tomaszowski, dziennikarz;
- Samuel Steinman (1869–1933), fabrykant sukna;
- Bolesław Szeps (1883–1940), fabrykant, działacz społeczny, pierwszy prezes Judenratu;
- Pinkus Sznycer (1841–?), dr medycyny, powstaniec styczniowy;
- Stanisław Talman (1912–1983), więzień obozów koncentracyjnych;
- Fabian Warszawski (1887–1963), lekarz tomaszowski;
- Dawid Warzager (1838–1925), powstaniec styczniowy, malarz, twórca wystroju wielkiej synagogi w Tomaszowie Mazowieckim;
- Lejbuś Warzager (1881–1942), drugi prezes tomaszowskiego Judenratu (1940-1942);
- Salomon Wasserman (1876–1928), finansista, założyciel i dyrektor Banku Ludowego w Tomaszowie Mazowieckim, działacz syjonistyczny;
- Eliasz Jakub Wieliczkier (1809–1888), rabin tomaszowski w latach 1857–1888;
- Chaim Zachariasz (1895–1939), działacz robotniczy i polityczny, aktywista Bundu.